# Lise London

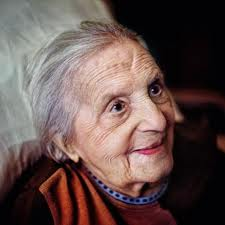
Lise London

Lise London, geborene Ricol, geschiedene Delaune (* 15. Februar 1916 in Montceau-les-Mines, Frankreich; † 31. März 2012 in Paris) war eine französische Kommunistin und ein Mitglied der Résistance.

## Leben
Lise Ricol wurde in eine arme Familie spanischer Einwanderer geboren. Ihr Vater war Bergmann. Er litt unter Silikose und war militanter Kommunist.
London war in erster Ehe mit Auguste Delaune verheiratet. Als militante Kommunistin wurde sie 1934 von der Kommunistischen Partei Frankreichs nach Moskau geschickt. Dort lernte sie den Tschechen Artur London kennen, den sie 1935 heiratete. Im Spanischen Bürgerkrieg beteiligte sie sich am Aufbau der Internationalen Brigaden. 1938 kehrte sie schwanger nach Paris zurück. Im Zweiten Weltkrieg nach dem Westfeldzug und der deutschen Besetzung Frankreichs schloss sie sich im Juli 1940 der Résistance an. Sie avancierte zur Capitaine und wurde 1942 von der französischen Polizei verhaftet, an die Deutschen ausgeliefert und 1944 in das KZ Ravensbrück und schließlich in das Außenkommando Hasag Leipzig des KZ Buchenwald deportiert. Während des Evakuierungsmarsches im April 1945 gelang ihr die Flucht.
1949 ging sie mit ihren beiden Kindern nach Prag, wo ihr Mann inzwischen stellvertretender Außenminister geworden war. 1951 wurde dieser im Rahmen einer Stalinschen Säuberung verhaftet und im Slánský-Prozess 1952 abgeurteilt.  1963 kehrte die Familie London nach Frankreich zurück.
Für ihre Verdienste hat Lise London den Offiziersgrad der Ehrenlegion erhalten. 2000 nahm sie am Kongress der Kommunistischen Partei Frankreichs teil. 2011 in einem Interview mit El País erklärte sie, dass sie ihre Mitgliedskarte zerrissen und die Kommunistische Partei Frankreichs verlassen habe, aber Kommunistin geblieben sei.